# Damir Pekič
Damir Pekič (né le 15 janvier 1979 à Maribor en Yougoslavie, aujourd'hui en Slovénie) est un joueur de football slovène, qui évoluait au poste d'attaquant.
Il est connu pour avoir terminé meilleur buteur du championnat de Slovénie lors de la saison 2001,.